# Alianța Progresistă
Alianța Progresistă a fost creată pe 22 mai 2013 în Leipzig, Germania și reunește peste 140 de partide social-democrate și progresiste.
Alianța a fost fondat în urma deciziei lui Sigmar Gabriel (pe atunci președinte al SPD) să retragă partidul din Internaționala Socialistă în ianuarie 2012. Gabriel a fost un critic constant al admiterii în organizații a diverse partide nedemocratice.
Prima conferință a Alianței Progresiste a fost ținută în Roma, Italia, în decembrie 2012, având reprezentanți a peste 42 de partide politice. Alianța a luat naștere oficial la 22 mai 2013. Multe dintre partidele membre (cum ar fi PSD) fac parte în continuare și din Internaționala Socialistă.